# Johan Rylander
Johan Rylander, född 10 februari 1851 i Timmele socken, Älvsborgs län, död 28 november 1907 i Hössna, var en svensk godsägare och riksdagsman. 
Rylander var ägare till godsen Önnarp och Brostorp i Älvsborgs län. Han var ledamot av riksdagens första kammare 1901–1907, invald för Älvsborgs läns valkrets.